# Hunifredo
Hunifredo de Gotia (Humfrid o Humsfrid en su original en germánico) fue un conde de los condados de Barcelona, Gerona, Ampurias, Rosellón, Tolosa y Narbona, entre 858 y 864.

## Orígenes
Se trataba seguramente un noble de origen franco sin vínculos con la marca de Gotia, que posiblemente fuera conde de la antigua provincia romana de Recia. Se sublevó contra Luis el Germánico, emperador de Alemania, y huyó a los territorios del Reino franco occidental. La lealtad a Carlos el Calvo, cuando todos estaban en su contra, estaba asegurada y este, como recompensa, debió concederle el título.
Otras fuentes le suponen hijo de Hunroch de Friuli, conde de Ternois y de Engeltruda, la madre de su antecesor Odalrico, quien sería por tanto su hermanastro.
Una tercera teoría le presenta como hijo de Garin de Autun, en Borgoña, y hermano de Isembard, al que sucedió en 849 como conde de Beaune y de Autun, pero muchos opinan que estos condados le fueron otorgados no por ser hijo de Garin sino porque este se había sublevado también contra Carlos y, por consiguiente, había sido destituido.

## Ascensión a los condados
Negoció un tratado de paz con Abd al-Uwar, valí (gobernador) de Zaragoza (Marca Superior) a principios del 858 y, seguidamente, marchó a Francia para ayudar a Carlos el Calvo, quedando los vizcondes al cuidado de los condados. Llegó a Beaune en febrero de 858, y el 21 de marzo se presentó ante Carlos el Calvo, junto con otros nobles para jurarle fidelidad. En agosto de 858 Carlos se encontraba combatiendo contra los vikingos, con Hunifredo a su lado. Luis el Germánico invadió el país y la nobleza le dio su apoyo. Pero la Iglesia se opuso y Carlos reunió a sus fieles para hacer frente a ese peligro. En septiembre de 858 Hunifredo se hallaba de nuevo en Beaune reclutando fuerzas. El 15 de enero de 859, Carlos derrotó a Luis en San Quintín y lo expulsó de Francia. La nobleza cambió inmediatamente de bando, uniéndose a Carlos. Hunifredo destacó entre los leales junto con Raimundo I de Tolosa (hermano y sucesor de Fredelón de Tolosa), así como Raimundo de Poitiers y Pipino II de Aquitania.
En 859 la tendencia favorable a los reinos regionales, encabezada por Esteban, hijo del conde Hugo de Auxerre y de Nevers, empezó a instigar la sublevación de Carlos el Niño contra su padre.
En el 861, fuerzas musulmanas, tras un período de tregua, atacaron Barcelona, asediándola e incluso llegando a conquistar los territorios cercanos, pero se supone que Hunifredo negoció su retirada o la renovación de la tregua con el consentimiento de Carlos el Calvo, tregua que fue aceptada por Mohamed I.
En 862, Carlos el Calvo planeó expoliar a Carlos de Provenza, hijo de Lotario I, pero los nobles, entre ellos Hunifredo de Septimania y Gotia, se soliviantaron contra Carlos. Provenza, bajo la soberanía del regente Gerardo del Rosellón, hizo frente al intento anexionista, y Carlos el Niño, inducido por su consejero Esteban, se sublevó. Todo el sur del reino escapó al control de Carlos el Calvo, quien acusó a Hunifredo de deslealtad. Todo parece indicar que el 19 de agosto de 862, Hunifredo ya había sido desposeído de sus honores (condados) e investido un tal Suñer, quizá el antiguo conde de Ampurias, Suñer I o quizá su hijo Suñer II, o algún otro noble del cual no se sabe nada, pero en todo caso, no pudieron tomar el poder porque Hunifredo se encastilló en sus dominios. Se pudieron ocupar sin embargo los condados de Ampurias y Peralada (que fueron entregados a Suñer II y a Delá, hijos de Suñer I), Gerona y Besalú (entregados a Otger) pero los de Barcelona, Osona, Pallars, Ribagorza, Narbona, Agde, Besiers, Melguelh y Nimes quedaron en poder de Hunifredo.
En 863 Hunifredo ocupó Tolosa y el conde Raimundo I de Tolosa, fiel al rey, murió en la lucha. Al mismo tiempo Esteban, consejero del rey de Aquitania, mediante un golpe de Estado expulsó al conde Bernardo de Auvernia, agregando dicho condado a sus dominios. Carlos el Calvo hizo ocupar por sus tropas los honores (condados) borgoñones de Hunifredo y Esteban, al mismo tiempo que, con la intervención del papa, Carlos el Niño se sometía a su padre (en Nevers, dominio familiar de Esteban) y el reino de Aquitania fue disuelto. Se supone que Salomón, conde de Urgel y Cerdaña, negoció un tratado de paz y neutralidad con el emirato de Córdoba, que ya la había pactado anteriormente con Hunifredo y podía convertirse en su aliado. El tratado se concluyó definitivamente en 865.
En el 863 los normandos, rechazados en Loira por Roberto el Fuerte, se fueron hacia Aquitania, llegaron a Saintes, donde el conde Turpion de Angulema murió en el asalto a su capital el 4 de octubre de 863, y asolaron la región de Poitiers, Perigueux y Limoges. El 864 llegaron a Auvernia, cuando Esteban estaba en Clermont y, asediado en esta ciudad, murió en el combate. Ocuparon también Burdeos y apresaron al rey Pipino II que los condujo hasta Tolosa; atacaron dicha ciudad, pero fueron rechazados. Inmediatamente después Hunifredo, sin aliados ni esperanzas huyó a Italia.

## Destitución
El 864 y 865 el rey Carlos el Calvo procedió al reparto de los honores de los rebeldes (es decir, los condados de Barcelona, Osona, Ribagorza, Narbona, Agde, Besiers, Melguelh, Nimes, Beaune, Autun, Limoges, Rouergue, Tolosa, Rasés, y Auvernia). Los condados de Barcelona, Osona, Narbona, Agde, Besiers, Melgueh y Nimes pasaron a Bernardo de Gotia, de la familia de los condes de Poitiers.
| Predecesor: Ramón I           | Condado de Tolosa 863-865    | Sucesor: Bernardo II       |
| Predecesor: Odalrico          | Conde de Barcelona 858 - 864 | Sucesor: Bernardo de Gotia |
| Predecesor: Ramón I de Tolosa | Condado de Carcasona         | Sucesor: Oliba II          |

- Datos: Q745499